# Elisabeth Dored
Elisabeth Dored (ur. 1908 w Idd jako Elisabeth Braadland, zm. 1972 w Øyer) – norweska pisarka. Była córką ministra spraw zagranicznych Norwegii Birgera Braadlanda. W 1932 roku wyszła za dziennikarza Johna Doreda. Absolwentka szkoły o profilu ekonomicznym, ukończyła studia na Akademii Sztuk Pięknych w Oslo. Następnie nie tylko malowała, ale i została pisarką, tworząc głównie powieści historyczne. W 1964 roku otrzymała literacką nagrodę Bokhandlarprisen.

## Powieści
- Dla mnie świat się kręci (For meg er jorden rund; 1955)
- Kochałam Tyberiusza (Jeg elsket Tiberius; 1959)
- Fenickie schody (Den fonikiske trappen; 1963)
- Piłat i Nazarejczyk (Pilatus og Nasareeren; 1967)